# Mycalesis ptyleus
Mycalesis ptyleus är en fjärilsart som beskrevs av Hans Fruhstorfer 1908. Mycalesis ptyleus ingår i släktet Mycalesis och familjen praktfjärilar. Inga underarter finns listade i Catalogue of Life.